# Vinicio Cerezo
Vinicio Cerezo Arévalo, né le 26 décembre 1942 à Guatemala, est un homme d'État guatémaltèque, président du Guatemala du 14 janvier 1986 au 14 janvier 1991.
Juriste, il se lance en politique en 1966 au sein de la Démocratie-chrétienne guatémaltèque (DCG) et en devient le dirigeant en 1970. Malgré une opposition modérée aux différents gouvernements répressifs qui se succèdent à la tête du pays et qui, dans le cadre de la guerre civile guatémaltèque, multiplient les massacres contre les groupes de gauche, il est rapidement perçu comme un subversif et sa sécurité devient compromise. 
Faisant son entrée au Congrès national en 1974, l'appui à la DCG croît sous sa direction malgré la persécution que les élus et partisans du parti subissent quotidiennement par les forces de sécurité du pays. Il remporte finalement l'élection présidentielle de 1985 (en) au second tour avec 68,4 % des voix, et ce, en ayant promu des réformes politiques, sociales et économiques afin de résoudre le conflit qui afflige le pays.
Sa présidence est marquée par l'imposition de changements au sein de la direction et des structures des forces armées et de sécurité du pays, par la ratification en 1987 de l'accord d'Esquipulas visant la paix et l'intégration des États en Amérique centrale, par le début de négociations et la signature de deux accords avec la guérilla afin de mettre fin à la guerre civile qui dure depuis 1960 et par sa capacité à terminer son mandat et passer le pouvoir à son successeur élu démocratiquement, une première depuis 1951. 

## Biographie

### Origines et formation
Vinicio Cerezo est né le 26 décembre 1942 dans la capitale guatémaltèque, Guatemala, et est issu d'une famille libérale bien connue : il est le fils du juge de la Cour suprême Marco Vinicio Cerezo Sierra et de Zoila Esperanza Arévalo Miranda. En 1962, il est membre du corps étudiant de l'université de San Carlos de Guatemala (USAC) qui joue un rôle important dans les protestations nationales contre le gouvernement de Miguel Ydígoras. En 1964, il rejoint les démocrates-chrétiens guatémaltèques (DCG), parti interdit de se présenter aux élections de 1966. Il est diplômé en sciences judiciaires de l'USAC en 1968, la même année où la DCG a été officiellement légalisée, et en a été nommé secrétaire en 1970. 
En 1965, il épouse Raquel Blandón avec qui il a quatre enfants. 

### Un opposant modéré
Le climat politique du pays teinté par les servitudes géopolitiques et les mentalités de la Guerre froide et où l'anticommunisme est pratiquement une condition afin de participer à la politique légale, a rendu impossible tout changement perturbateur – si ce n'est tout changement – au sein du système. Bien qu'il préconise un légalisme et un réformisme social prudent, le fait par Cerezo de laisser afficher ces caprices le fait apparaître suspect d'être gauchiste, voire marxiste, et porter cette étiquette dans le pays comporte des risques pour son intégrité physique. C'est donc lors de sa prise de fonctions de secrétaire du DCG que Cerezo se voit contraint d'engager une protection permanente. En février 1981, lors de la pire des trois tentatives d'assassinat, son fourgon blindé est par ailleurs attaqué à la grenade et à la mitrailleuse dans le centre de la capitale.
Durant la présidence du général Carlos Manuel Arana Osorio, de 1970 à 1974, marqué par de nombreuses violations aux droits de la personne, Cerezo joue un rôle d'opposant, bien que modéré. De la sorte, il ne différait pas des autres dirigeants politiques aux attitudes modérées et ses agissements en faisait un partenaire et un légitimateur tacite d'un système politique où toute idéologie et règle du jeu était soumise à un contrôle strict des généraux et colonels qui dominaient les leviers du pouvoir, les directions partisanes et les principales candidatures électorales. Les différences entre le pouvoir et l'opposition étaient minces et le fait d'être démocrate au Guatemala comportait de nombreux risques, entraînant pour tous ceux qui s'y risquaient leur survie politique et physique.

### Député au Congrès
Lors des élections générales de 1974 (en), la DCG fait partie de la coalition qui soutient le général Efraín Ríos Montt à la présidence. Alors pris au milieu d'allégations de fraude, Ríos Montt perd contre Kjell Eugenio Laugerud. Cerezo est cependant élu député au Congrès national où la DCG, triple sa représentation et devient, avec 14 sièges, le plus grand parti de l'opposition.
Lors de l'élections de 1978 (en), le général Ricardo Peralta Méndez, candidat de la DCG, arrive troisième derrière Fernando Romeo Lucas García et l'ancien dictateur Enrique Peralta Azurdia, ouvertement fasciste. La DCG perd pour l'occasion sept de ses 14 députés. Durant l'ère Lucas García, 150 militants et élus de la DCG sont assassinés. Les trois membres survivants représentant le parti au Congrès sont contraints de se cacher, non pas à cause d'une interdiction mais par peur pour leur vie. Cerezo réapparaît néanmoins à l'occasion des élections de mars 1982 (en) – au sein d'une coalition avec le Parti du renouveau national (centre droit) – pour soutenir le candidat de l'opposition Alejandro Maldonado Aguirre qui arrive troisième derrière le candidat officiel Ángel Aníbal Guevara et le candidat Mario Sandoval Alarcón du Mouvement de libération nationale (MLN, droite). Soupçonnant une fraude, Maldonado, Cerezo et leurs partisans lancent une campagne dénonçant le résultat. Celle-ci devient théorique lorsque Efraín Ríos Montt s'empare du pouvoir aux moyens d'un coup d'État, que Cerezo et la DCG soutenaient initialement. Dès son arrivée au pouvoir, Ríos Montt emprunte un tournant autoritaire : il abroge la constitution, dissous le Congrès, déclare l'état de siège et interdit l'activité des partis. Cela ne l'empêche pas de recevoir le soutien de Cerezo et du MLN, qui lui organisent des manifestations populaires de soutien, à lui qui déclarait sous un ton messianique qu'il allait combattre sans relâche le sous-développement, la misère, la corruption et la subversion des groupes de guérilla révolutionnaires. 
Lorsqu'il est devenu clair que la répression dans les campagnes devenait de plus en plus aveugle et, peut-être plus important encore, que Ríos Montt prêchait fanatiquement un type de christianisme évangélique et messianique né de nouveau, Cerezo lui retire son soutien et exige de nouvelles élections. En 1983, le général Óscar Mejía prend le pouvoir lors d'un autre coup d'État, que Cerezo a prudemment soutenu. Bien qu'aussi peu respectueux des droits de la personne que ses prédécesseurs, Mejía laisse entrevoir la possibilité du retour à un gouvernement civil démocratiquement élu. C'est en 1984, à l'occasion d'élections visant à établir une assemblée nationale constituante, que la DCG obtient 21,2 % des voix, et avec 20 des 88 sièges, devient le plus grand parti. Fort de ce succès, la DCG décide de présenter Cerezo pour l'élection présidentielle de 1985 (en). Il commence à promouvoir l'idée de parler aux membres de l'Unité révolutionnaire nationale guatémaltèque (URNG), un groupe de coordination regroupant les trois principaux groupes de guérilla au sein de la guerre civile guatémaltèque. Il promeut en même temps un programme de réformes politiques, sociales et économiques, car selon lui, la subversion existant dans le pays est due principalement aux inégalités aiguës de toutes sortes parmi la population. Il évite toutefois, malgré la possession par quelques familles de 70 % des terres du pays, de lancer quelque réforme agraire ou autre réforme structurelle de grande envergure.

### Président de la République (1986–1991)
Au premier tour de l'élection présidentielle de 1985 (en), le 3 novembre, Cerezo arrive premier avec 38,6 % du vote populaire, et au second tour le 8 décembre, il bat Jorge Carpio avec 68,4 % des voix. La DCG remporte 51 des 100 sièges au Congrès et obtient également la majorité dans de nombreuses municipalités à travers le pays. Le 14 janvier 1986, il devient à la fois le premier président démocratiquement élu et le premier civil à prendre ses fonctions depuis 1966. Lors de son investiture, qui suscite de grands espoirs au sein de la population, il promet de faire en sorte que ce qu'il a appelé les forces obscures de la droite ne puissent pas briser l'ordre public ou l'État et promet de changer le Guatemala dans ses 126 premiers jours. 

#### Réforme des forces armées et de sécurité
L'une de ses premières actions en tant que président est de forcer le chef d'état-major de l'armée et présumé violateur des droits de l'homme Rodolfo Lobos Zamora (en) à se retirer de l'armée et de nommer Jaime Hernández Méndez (en) au poste de ministre de la Défense, dans ce qui a été décrit comme un « test de volontés » avec l'armée. La réponse à cette décision présidentielle se traduit par une nouvelle vague de terreur, avec de nombreuses exécutions extrajudiciaires commises par les forces de sécurité guatémaltèques, parrainées par leurs alliés traditionnels, les partis d'extrême droite et l'oligarchie foncière. Soutenu par la population massivement lassée de la violence, des hommes d'affaires urbains qui souhaitent plus de stabilité économique, des États-Unis et des partis liés à l'Internationale démocrate-chrétienne, Cerezo devait faire de cette bataille contre les forces de la terreur opérant dans le pays le thème dominant de son règne. Même la guérilla de l'Unité révolutionnaire nationale guatémaltèque (URNG), tout en continuant sa guerre à mort contre l'armée, accorde une certaine confiance au nouveau gouvernement. Des conditions afin d'entamer des négociations commencent même à être discutées. Selon l'organisation non gouvernementale (ONG) Americas Watch, plus de 100 personnes par mois mouraient en 1986 dans ce conflit. Le 5 février, il décrète la dissolution du notoire Département des enquêtes techniques, avec l'argument que cet organe de sécurité qui remplissait les fonctions de police secrète s'était consacré à assassiner, torturer et voler comme une organisation brutale de criminels. 

#### Relations internationales
Au niveau des relations internationales, il déclare le Guatemala neutre dans les guerres civiles qui se produisaient au Salvador et au Nicaragua voisins. Ses visites dans les pays d'Amérique latine visent l'obtention du soutien au projet de création du Parlement centraméricain (Parlacen), qui devait permettre de stimuler le moribond Marché commun centraméricain, mis sur pied en 1960. Il y eut deux conférences importantes sur l'intégration centraméricaine, la première à Esquipulas, dans le département de Chiquimula, le 25 mai 1986, puis la deuxième, le 7 août 1987, qui permet l'établissement de la Procédure pour une paix ferme et durable – communément nommée l'accord d'Esquipulas –, étape la plus importante dans le rétablissement de la paix dans la région. Lors de ces sommets, Cerezo rencontre ses collègues du Costa Rica, Óscar Arias, du Salvador, José Napoleón Duarte (à l'époque, un collègue démocrate-chrétien et avec qui il entretient une relation étroite), du Honduras, José Simón Azcona del Hoyo, et du Nicaragua, Daniel Ortega, avec qui ils discutent de paix, de démocratie, de droits de l'homme et du développement dans la région. Ils s'engagent par ailleurs, via l'Accord, à créer le Parlacen. Bien que Cerezo est l'instigateur et l'hôte du processus de paix, le texte ratifié est préparé par Arias, qui monopolise les félicitations et remporte même un prix Nobel de la paix.
Au cours de son mandat, Cerezo effectue en outre plusieurs visites internationales qui initient ou renforcent les relations avec les États-Unis et de nombreux pays d'Europe de l'Ouest et d'Asie. Le président cherche alors avant tout une augmentation de l'aide nationale au développement et l'annulation de la dette extérieure guatémaltèque.

#### Politique intérieure
Ayant ratifié en janvier 1987 la Convention interaméricaine pour la prévention et la répression de la torture, Cerezo fait du Guatemala le premier État de l'Organisation des États américains à avoir ratifié le traité et ainsi accepter la compétence de la Cour interaméricaine des droits de l'homme. Dix jours après la ratification de l'accord d'Esquipulas II, il nomme le premier procureur aux droits de l'homme du pays, le juriste Gonzalo Menéndez de la Riva. 
Le 11 septembre 1987, il crée la Commission nationale de réconciliation (CNR) puis le 7 octobre, les négociations entre le gouvernement et l'URNG, guérilla active dans le conflit armé guatémaltèque, commencent à Madrid. Lorsqu'ils échouent deux jours plus tard, le gouvernement refusant d'accepter les conditions de l'URNG et ne voulant faire de concessions, Cerezo demande contre toute attente au gouvernement des États-Unis d'Amérique une aide militaire supplémentaire pour poursuivre les efforts de contre-insurrection des forces armées. Le 28 octobre, le Congrès vote une amnistie politique générale. Au milieu des rumeurs de complots et de possibles tentatives d'assassinat contre Cerezo, beaucoup commencent également à le considérer comme impuissant et inefficace. Après une tentative farfelue de deux colonels de prendre le pouvoir le 11 mai 1988, le 19 mai, une unité de l'armée de l'air a formulé une série de demandes au gouvernement, notamment la rupture des liens avec les pays pro-URSS et l'arrêt de tout contact avec l'URNG, ainsi que plus d'argent pour un meilleur équipement et la destitution de nombreux politiciens locaux. Cerezo admet qu'il avait dû se soumettre à certaines des exigences de l'armée afin d'éviter un coup d'État. En août, une grève générale de trois semaines a eu lieu pour protester contre la libéralisation de l'essence et d'autres sources de carburant.
L'année 1989 voit une aggravation de la situation politique, avec 1 600 assassinats et 800 enlèvements ou disparitions au premier semestre. Ceux-ci sont attribués à la violence politique et à la guerre secrète entre les forces extrajudiciaires présumées de droite et l'URNG. Le 9 mai, une autre tentative de coup d'État échoue et, bien que les auteurs soient condamnés à de longues peines de prison en novembre, ils sont libérés en appel en janvier suivant. Le 1er août, le secrétaire général de la DCG, Danilo Barillas, est assassiné, mais le 25 août, Cerezo revient avec une nouvelle promesse de rénover l'administration publique en consolidant la démocratie dans les 500 jours qui lui restent en tant que président. Depuis lors, le Guatemala est demeuré une démocratie.
Après que la CNR ait signé un premier accord de base pour la recherche de la paix avec l'URNG à Oslo en mars 1990, un important accord est signé à Madrid en mai 1990 entre neuf partis politiques et l'URNG dans lequel tous s'engagent à ne pas perturber les prochaines élections. Avec ce succès derrière lui, Cerezo se sent en mesure de donner un bilan positif de sa présidence, et il peut passer le pouvoir à son successeur Jorge Serrano Elías lors de la première transition démocratique du pouvoir depuis 1951. La DCG performe mal aux élections présidentielles, avec son candidat, Alfonso Cabrera Hidalgo, ne dépassant pas le premier tour. Malgré cela, ils réussissent tout de même à remporter 27 sièges au Congrès national.
Cette même année, dans le cadre d'un dégel des relations diplomatiques soviéto-guatémaltèques, Cerezo invite le célèbre linguiste et épigraphe russe Youri Knorozov au Guatemala pour lui remettre une médaille de l'ordre du Quetzal. Knorozov avait joué un rôle déterminant dans le déchiffrement des hiéroglyphes mayas, et c'était la première occasion pour l'érudit de visiter les terres et les sites de l'ancienne civilisation maya.
Puis le 1er décembre, une troupe de soldats a massacré 24 campesinos à Santiago Atitlán dans le département de Sololá. Dans le tollé qui en a résulté, les États-Unis suspendent leur aide militaire au Guatemala. Bien qu'il ait soutenu les coups d'État précédents ayant conduit à des violations des droits de l'homme dans les campagnes, le président Cerezo affirme avoir lui-même arrêté le massacre.

### Post-présidence
En 1991, Cerezo devient député au Parlement centraméricain (Parlacen) au cours de son premier mandat de cinq ans. Il est alors accusé de se cacher derrière l'immunité conférée ici et dans son rôle d'ex-président afin d'éviter diverses accusations, notamment la fraude dans l'achat d'une île jordanienne, la dissimulation du meurtre de Myrna Mack Chang et la concession d'un grand terrain à un groupe de conservation appartenant au fils de Cerezo, Marco Vinicio Cerezo Blandón.
Cerezo délaisse la direction de la DCG et la confie à un jeune homme politique afin de se consacrer davantage à son rôle au Parlacen. C'est d'ailleurs le support subséquent de la DCG à l'auto-coup d'État raté de Serrano Elías en mai 1993 qui fait dégringoler la popularité du parti aux élections législatives anticipées de 1994. 
Aux élections générales de 1999, les premières pour lesquelles la DCG ne propose pas de candidat à la présidence, Cerezo remporte l'un des deux sièges au Congrès national remportés par son parti. Il est réélu au Congrès pour la période 2004-2008 lors des élections de novembre 2003, cette fois en tant que seul adjoint de la DCG.
Lors des élections de 2007, Cerezo perd son siège au Congrès et son parti ne remporte aucun siège. Son fils, également nommé Vinicio Cerezo, se présente à la présidence mais obtient moins que 1 % des voix.
Vinicio Cerezo met actuellement sur pied une ONG nommée Esquipulas d'après la procédure d'Esquipulas pour une paix ferme et durable ainsi qu'une nouvelle conférence d'Esquipulas appelée Esquipulas III (pour faire suite aux précédentes Esquipulas I et II) pour favoriser l'intégration de l'Amérique centrale, dirigée par Olinda Salguero. Il est également consultant politique.
Sa nomination au poste de secrétaire général du Système d'intégration de l'Amérique centrale (SICA) est annoncée le 29 juin 2017, lors du 49e rassemblement à San José au Costa Rica. Il est nommé ambassadeur de la paix par le gouvernement guatémaltèque le 7 août 2017, à l'occasion de l'anniversaire des accords d'Esquipulas II.